# Ala (Italia)
Ala es una localidad y comune italiana de la provincia de Trento, región de Trentino-Alto Adigio.
En 2021, el municipio tenía una población de 8773 habitantes.
Se ubica a orillas del río Adigio, unos 10 km al sur de Rovereto, junto a la carretera A22 que lleva a Verona.

## Historia
Aunque se han hallado restos arqueológicos anteriores, se conoce la existencia de un lugar habitado aquí desde el siglo III, cuando el Itinerario de Antonino menciona un pequeño asentamiento llamado Ad Palatium en la Vía Claudia Augusta. Entre los siglos XV y XVII se desarrolló como un núcleo comercial donde se cultivaban y exportaban moras y seda. En el siglo XVI le fue concedido el título de ciudad. En el siglo XIX, el declive de la industria de la seda fue compensado en la ciudad al abrirse una estación del ferrocarril Brennerbahn que une Innsbruck con Verona. Durante la Primera Guerra Mundial, el 27 de mayo de 1915 Ala fue una de las primeras ciudades conquistadas por el reino de Italia al Imperio austrohúngaro.

## Evolución demográfica
| Gráfica de evolución demográfica de Ala entre 1861 y 2001 |
|                                                           |
| Fuente ISTAT - elaboración gráfica de Wikipedia           |